# Pterocaesio
Pterocaesio és un gènere de peixos teleostis que pertany a la família dels cesiònids.

## Particularitat
Hi ha 12 espècies. Totes es troben a la conca Indo-Pacífica. Llurs hàbitats preferits són a la vora dels esculls de corall on viuen en moles.

## Taxonomia
- Pterocaesio capricornis Smith & Smith, 1963
- Pterocaesio chrysozona Cuvier, 1830
- Pterocaesio digramma Bleeker, 1864
- Pterocaesio flavifasciata Allen & Erdmann, 2006
- Pterocaesio lativittata Carpenter, 1987
- Pterocaesio marri Schultz, 1953
- Pterocaesio monikae Allen & Erdmann, 2008
- Pterocaesio pisang Bleeker, 1853
- Pterocaesio randalli Carpenter, 1987
- Pterocaesio tessellata Carpenter, 1987
- Pterocaesio tile Cuvier, 1830
- Pterocaesio trilineata Carpenter, 1987